# Yuki Urushibara
Yuki Urushibara (漆原 友紀, Urushibara Yuki, Yamaguchi, 23 januari 1974) is een Japans mangaka. Haar bekendste mangareeks is Mushishi. Hiervoor ontving ze in 2003 een Excellentieprijs voor manga op het Japan Media Arts Festival. In 2006 won ze er de Kodansha Manga Prijs mee.
Urushibara is ook bekend onder het pseudoniem Soyogo Shima (志摩 冬青, Shima Soyogo).

## Oeuvre
- Mushishi (1999-2008, Kodansha, 10 volumes), uitgegeven in Afternoon, later verwerkt tot een anime
- Filament (2004), verzameling kortverhalen
- Waters (2009-2010, Kodansha), uitgegeven in Afternoon
- Cats are Facing West

- Biblioteca Nacional de España: XX4615261
- Bibliothèque nationale de France: cb15553508m (data)
- CiNii: DA16610984
- Gemeinsame Normdatei: 1215865074
- International Standard Name Identifier: 0000 0000 4213 5019
- Library of Congress Control Number: n2009001364
- Bibliotheek van het Japanse parlement: 00827367
- Nederlandse Thesaurus van Auteursnamen: 304497509
- Réseau des bibliothèques de Suisse occidentale: 02-A016364897
- Système universitaire de documentation: 157362264
- Virtual International Authority File: 71707816
- WorldCat: E39PBJxWT4fdFFDX4wTyQm9v73